# Boala Ménière
Boala Ménière reprezintă o afecțiune a urechii interne, fiind caracterizată printr-o valoare ridicată patologic a concentrației de sodiu prezent în compoziția lichidului endolimfatic. În condiții normale, componenta endolimfei se aseamănă cu cea a lichidului intracelular.
Tulburarea a fost descrisă pentru prima dată la începutul secolului al XIX-lea de către medicul francez Prosper Menière.